# Rieden (powiat Amberg-Sulzbach)
Rieden – gmina targowa w Niemczech, w kraju związkowym Bawaria, w rejencji Górny Palatynat, w regionie Oberpfalz-Nord, w powiecie Amberg-Sulzbach. Leży około 15 km na południowy wschód od Amberga, nad rzeką Vils.
W związku z rozwiązaniem 1 września 2015 obszaru wolnego administracyjnie Hirschwald, do gminy Ensdorf przyłączono 4473 m², pochodzące z terenu gminy.

## Dzielnice
W skład gminy wchodzą następujące dzielnice: Vilshofen, Rieden, Siegenhofen i Taubenbacher Forst.

## Demografia
| Rok  | Liczba mieszk. |
| 1970 | 2 245          |
| 1987 | 2 303          |
| 2000 | 2 893          |
| 2005 | 2 970          |

## Oświata
W gminie znajduje się 100 miejsc przedszkolnych (95 dzieci) oraz szkoła podstawowa (na rok szkolny 2006/2007: 22 nauczycieli, 260 uczniów).